# Tollaslabda a 2015. évi nyári universiadén
A 2015. évi nyári universiadén a tollaslabdában összesen 6 versenyszámot rendeztek. A tollaslabda versenyszámait június 6. és 12. között tartották.

## Éremtáblázat
| #        | Ország    | Arany | Ezüst | Bronz | Összesen |
| 1.       | Dél-Korea | 6     | 1     | 2     | 9        |
|          |           |       |       |       |          |
| 2.       | Kína      | 0     | 3     | 0     | 3        |
| 3.       | Tajvan    | 0     | 1     | 4     | 5        |
| 4.       | Thaiföld  | 0     | 1     | 2     | 3        |
|          |           |       |       |       |          |
| 5.       | Japán     | 0     | 0     | 2     | 2        |
|          | Malajzia  | 0     | 0     | 2     | 2        |
| Összesen | Összesen  | 6     | 6     | 12    | 24       |

## Férfi
| versenyszám | arany                           | ezüst                     | bronz                                         |
| Egyéni      | Jeon Hyeokjin (Dél-Korea)       | Son Wanho (Dél-Korea)     | Chou Tien-Chen (Tajvan)                       |
| Egyéni      | Jeon Hyeokjin (Dél-Korea)       | Son Wanho (Dél-Korea)     | Hsu Jen-Hao (Tajvan)                          |
| Páros       | Dél-Korea Kim Sarang Kim Gijung | Kína Zhang Wen Wang Yilyu | Thaiföld Nipitphon Phuangphuapet Bodin Isara  |
| Páros       | Dél-Korea Kim Sarang Kim Gijung | Kína Zhang Wen Wang Yilyu | Malajzia Low Juan Shen Mohamad A. B. Ab Latif |

## Női
| versenyszám | arany                              | ezüst                               | bronz                            |
| Egyéni      | Sung Jihyun (Dél-Korea)            | Porntip Buranaprasertsuk (Thaiföld) | Tai Tzu-Ying (Tajvan)            |
| Egyéni      | Sung Jihyun (Dél-Korea)            | Porntip Buranaprasertsuk (Thaiföld) | Shiho Tanaka (Japán)             |
| Páros       | Dél-Korea Lee Sohee Sin Szungcshan | Kína Yu Xiaohan Ou Dongni           | Japán Miyuki Kato Miki Kashihara |
| Páros       | Dél-Korea Lee Sohee Sin Szungcshan | Kína Yu Xiaohan Ou Dongni           | Dél-Korea Go Ah Ra Yoo Hae won   |

## Vegyes
| versenyszám | arany                               | ezüst                               | bronz                               |
| Páros       | Dél-Korea Kim Gijung Sin Szungcshan | Tajvan Chiang Kai-Hsin Lu Ching-Yao | Dél-Korea Kim Sarang Go Ah Ra       |
| Páros       | Dél-Korea Kim Gijung Sin Szungcshan | Tajvan Chiang Kai-Hsin Lu Ching-Yao | Tajvan Tseng Min-Hao Hsieh Pei-Chen |
| Csapat      | Dél-Korea                           | Kína                                | Thaiföld                            |
| Csapat      | Dél-Korea                           | Kína                                | Malajzia                            |